# Patience Darton
Patience Darton (nom de casada: Patience Edney; Orpington, Anglaterra, 11 d'agost de 1911 - Madrid (Espanya), 6 de novembre de 1996), va ser una infermera i activista política britànica activa durant la Guerra Civil espanyola.
Darton va néixer a una família de classe mitjana i esperava estudiar medicina, però la fallida del seu pare la va portar a treballar com a mainadera i en una botiga de te mentre estalviava per les taxes d'admissió a un programa d'infermeria. Darton va estudiar per ser llevadora a la University College Hospital de Londres. Les seves experiències treballant a l'East End empobrit de Londres la van radicalitzar i es va unir al Partit Laborista. També va treballar al British Hospital for Mothers and Babies de Londres.
Darton va oferir els seus serveis com a infermera quan va esclatar la Guerra Civil Espanyola. Va arribar a Espanya el febrer de 1937 i va treballar a les unitats mèdiques de les unitats sanitàries d'Aragó, Brunete, Terol i Ebre. Tot i treballar en condicions difícils (incloent-hi un hospital dins d'una cova durant l'ofensiva de l'Ebre), Darton va tornar a diagnosticar pacients mal diagnosticats, salvant-los amb el tractament correcte.

Mentre estava a Espanya, Darton va conèixer l'escriptor nord-americà Ernest Hemingway i el poeta anglès Stephen Spender i va escriure en una carta de Hemingway:
| « | <"No pot dir el que vol dir i parla igual que els seus llibres, a ràfegues".> | » |

 es va enamorar d'un membre alemany de les Brigades Internacionals anomenat Robert Aaquist; Aaquist va morir en combat el 1938.
Va ser evacuada d'Espanya amb la resta de les Brigades Internacionals l'octubre de 1938. Un cop de tornada a Londres el 1938, Darton es va unir al Partit Comunista Britànic. Del qual en seria un membre compromès durant la resta de la seva vida.
Darton va ensenyar cursos especialitzats en infermeria de guerra i tractament de ferides durant la Segona Guerra Mundial per al Consell del Comtat de Londres. Després de la Segona Guerra Mundial, va treballar en l'alleujament de la fam per a la recentment creada Agència de Socors i Rehabilitació de les Nacions Unides (UNRRA).
Darton es va casar amb Eric Edney, oficial del Partit Comunista Britànic (i membre de la Brigada); els nuvis van viatjar a la Xina el 1949 per ajudar amb la transició al socialisme, però es van enfrontar a complicacions en la seva tasca política i van ser empresonats durant algun temps. També va treballar per a Foreign Languages Press. Darton va donar a llum al seu fill Robert mentre estava a la Xina. La família va tornar a Anglaterra el 1958.
El novembre de 1996, Darton va viatjar amb altres antics membres de la Brigada Internacional a Madrid per celebrar el 60è aniversari de la Guerra Civil Espanyola, on van rebre la nacionalitat espanyola honorífica. Darton va morir mentre estava a Madrid.